# Erich Kamke

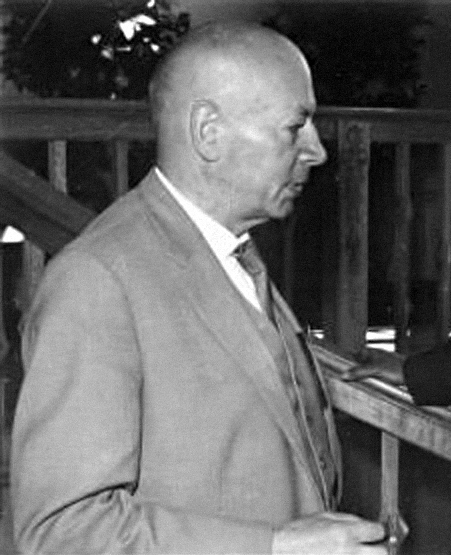
Erich Kamke

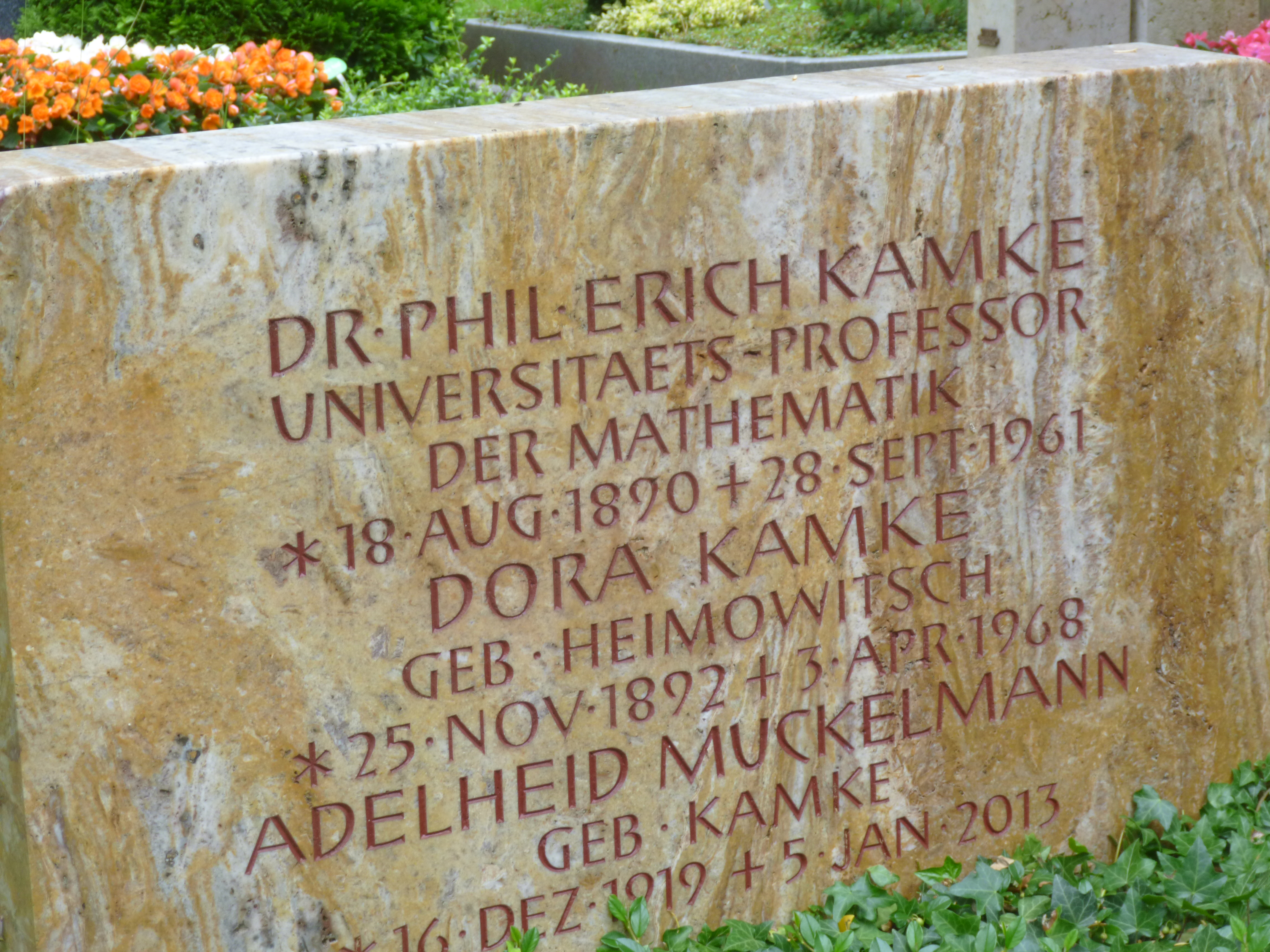
Grab auf dem Stadtfriedhof Tübingen

Erich Kamke (* 18. August 1890 in Marienburg, Westpreußen; † 28. September 1961 in Rottenburg am Neckar) war ein deutscher Mathematiker. Sein Hauptarbeitsgebiet war die Theorie der Differentialgleichungen. Daneben ist sein Buch über die Mengenlehre eine Standard-Einführung in dieses Gebiet geworden.

## Leben
Nach Abschluss seiner Schulzeit in Stettin studierte Kamke ab 1909 in Gießen und Göttingen Mathematik und Physik. 1913 legte er in Göttingen das Staatsexamen für das höhere Lehramt ab. Nach dem Ersten Weltkrieg, den er von 1914 an als Freiwilliger in der Nachrichtentruppe erlebt hatte, promovierte er 1919 in Göttingen bei Edmund Landau über eine Verallgemeinerung des Waring-Hilbertschen Satzes. Von 1920 bis 1926 ging Kamke wieder in den Schuldienst und konnte sich währenddessen 1922 an der Universität Münster habilitieren. 1926 nahm er einen Ruf als außerordentlicher Professor an die Universität Tübingen an.
Bereits 1918 hatte Kamke die jüdische Kaufmannstochter Dora Heimowitch geheiratet. In der Zeit des Nationalsozialismus galt er deshalb als „jüdisch versippt.“ Da er darüber hinaus dem Nationalsozialismus deutlich ablehnend gegenüberstand, wurde er 1937 aus „politischen Gründen“ in den Ruhestand versetzt. Unterstützt von der Deutschen Versuchsanstalt für Luftfahrt konnte er in den folgenden Jahren seine Forschungsarbeit über Differentialgleichungen fortsetzen und ein zweibändiges Werk über deren Lösungsmethoden und Lösungen fertigstellen. Kamke war sogar im Herbst 1944 in Gefahr, in ein Arbeitslager der Nationalsozialisten gesteckt zu werden, was aber durch den Einfluss von Wilhelm Süss und Walther Gerlach verhindert wurde.
Unmittelbar nach Ende des Zweiten Weltkrieges wurde Kamke rehabilitiert und zum Ordinarius ernannt. In den Folgejahren setzte er sich für den Wiederaufbau der Universität Tübingen und der universitären Mathematik in Deutschland ein. So war er maßgeblich beteiligt an der Neugründung des Tübinger Studentenwerks, dessen Vorsitzender er von 1945 bis 1948 war, und an der Gründung des Rechenzentrums der Universität. Diesem saß er bis 1960 vor.
Auf seine Initiative hin konnte bereits im Herbst 1946 in Tübingen ein mathematischer Kongress abgehalten werden – die erste wissenschaftliche Tagung in Deutschland nach Kriegsende – und 1948 wurde in Tübingen die Deutsche Mathematiker-Vereinigung (DMV) wiedergegründet. Kamke wurde zum Vorsitzenden gewählt und hatte dieses Amt bis 1952 inne. Anschließend war er von 1952 bis 1954 Vizepräsident der Internationalen Mathematischen Union.
Eine Episode, die Kamkes Haltung zum Nationalsozialismus illustriert, ist sein Einsatz gegen eine Berufung Martin Heideggers an die Tübinger Universität. Nach Kriegsende war zweifelhaft, ob Heidegger aufgrund seiner nationalsozialistischen Vergangenheit weiterhin an der Universität Freiburg lehren konnte. Im November 1945 sollte er auf Betreiben von Rudolf Stadelmann, früherer Protegé Heideggers und damaliger Dekan der Philosophischen Fakultät in Tübingen, auf einen dort freigewordenen Lehrstuhl berufen werden. Die Berufung scheiterte letztlich am von Kamke maßgeblich mitgetragenen Widerstand im Senat der Universität, der in einem Sondervotum mehrerer Professoren gipfelte, in dem Heidegger vorgeworfen wird, er habe als „höchst aktiver Nationalsozialist“ einen „nicht unwesentlichen Teil von Schuld für die jetzigen Leiden unseres Volkes zu tragen.“
Erich Kamke wurde 1958 emeritiert, er starb am 28. September 1961 an einem Herzinfarkt. Er ist der Vater von Detlef Kamke.

## Werk
Nach seiner Dissertation über ein Thema aus der Zahlentheorie wandte Kamke sich der Analysis zu und forschte hauptsächlich auf dem Gebiet der Differentialgleichungen. Neben mehr als 50 Artikeln in mathematischen Fachzeitschriften umfasst Kamkes wissenschaftliches Werk sechs Bücher. Die Lehrbücher über Differentialgleichungen und Mengenlehre werden inzwischen als Standardwerke betrachtet. Kamke war von 1935 bis zu seinem Tod Mitherausgeber der Mathematischen Zeitschrift und von 1950 bis 1957 Herausgeber der Jahresberichte der Deutschen Mathematiker-Vereinigung.

## Schriften
- Das Lebesguesche Integral. Eine Einführung in die neuere Theorie der reellen Funktionen, B. G. Teubner, Leipzig 1925.
- Mengenlehre, Sammlung Göschen/Walter de Gruyter, Berlin 1928.
- Differentialgleichungen reeller Funktionen, Akademische Verlagsgesellschaft, Leipzig 1930; ab der 4. (überarbeiteten) Auflage 1962 in zwei Bänden:
  - Band 1: Gewöhnliche Differentialgleichungen.
  - Band 2: Partielle Differentialgleichungen.
- Einführung in die Wahrscheinlichkeitstheorie, S. Hirzel, Leipzig 1932.
- Differentialgleichungen. Lösungsmethoden und Lösungen I. Gewöhnliche Differentialgleichungen, Leipzig 1942.
- Differentialgleichungen. Lösungsmethoden und Lösungen II. Partielle Differentialgleichungen 1. Ordnung für eine gesuchte Funktion, Leipzig 1944.
- Die Rolle der Mathematik im heutigen Leben, Kundig, Genève 1955.
- Das Lebesgue-Stieltjes-Integral, B. G. Teubner, Leipzig 1956.